# 반의학
반의학(反醫學)이란 의학은 전혀 필요가 없으며 의사와 병원이 오히려 질병을 만들거나 악화시킨다는 주장을 말한다. 이러한 주장은 주로 광신적인 신앙 혹은 극단적인 생태주의에서 찾아볼 수 있지만, 의학자들 중에도 정신과 치료의 무용성을 주장하거나 정신병의 실체를 부정하는 등 반의학적 주장이 제기되기도 한다.
반의학 중에서 가장 체계적인 내용을 갖춘 것으로 의학의 복수에서 병원이 오히려 병을 만든다고 주장한 이반 일리히이다. 병원이 병을 만든다. "병원이 병을 만든다" 이 말은 1970년대에 유명한 남미의 신학자인 이반 일리히라는 사람이 쓴 책의 한글 번역판의 책 제목이다. 의료계에서는 대표적인 비주류적인 주장을 한 사람으로 일리히는 극단적으로 병원, 의사, 전문적인 의료인은 전혀 불필요하고, 병의원이나 의사들이 오히려 병을 만들고 사람들의 건강을 더 해친다는 주장을 하였다.
그 예로 의사의 오진이나 잘못된 치료로 병을 만들거나 악화시키는 의인성(iatrogenic) 질병, 최근의 의료계 일각에서 주장되고 있는 알레르기가 빈곤 계층보다 고소득 층에서 더 많은데 그 이유가 빈곤층이 어릴 때 치료를 적게 받아 알레르기에 대한 저항성이 생기기 때문이라는 것 등을 들 수 있다. 또한, 의료산업이 다른 산업 분야와 달리 수요가 공급을 창출하기보다는 공급이 수요을 창출한다는 점도 지적하고 있다. 즉 의사는 스스로 치료 분야를 확대하고 수익을 도모하는 경향이 있다. 대표적인 예로 예전에는 병이 아니거나 치료의 대상이 아니었던 성형수술이나 불임이 현재는 일반적인 치료대상인 것이다.
물론 이러한 주장을 인간의 질병 모두에 적용하는 일리히의 주장은 극단적이다. 수많은 빈곤 국가에서 탈수와 설사로 죽어 가는 어린이를 살린 유아용 경구 수액을 개발한 것도 의학이고, 수도 없이 많은 어린이를 죽이고 부모들을 공포에 떨게 하였던 천연두를 박멸하고, 소아마비를 비롯한 수많은 치명적인 전염병의 예방을 가능하게 한 것도 의학의 성과이다. 뿐만 아니라 오늘날 한국에서 한, 두 명의 자녀만 낳고 단산이 가능한 것도, 대부분의 영아가 사망하였던 불과 수십 년 전과 달리 태어나는 대부분의 아이가 생존이 가능하기 때문이라는 것만 보아도 이반 일리히의 주장은 극단적임을 알 수 있다.
그러나, 일리히의 주장이 극단적이기는 하지만 주목해야 하는 것은 그의 주장의 사상적, 철학적 배경에 있다. 이반 일리히는 오늘날 현대 의학이 도입된 국가의 대부분의 사람들이 자기의 몸이나 질병에 대하여 자율성을 잃고 자기 몸을 의사에게만 맡기게 된 의존관계의 문제점을 지적하고 있는 것이다. 일선의 의사들이 자주 경험하듯이 전혀 치료가 필요 없는 사소한 외상, 예들 들어 얼굴이 조금 긁혀 흉터도 남지 않고, 아무런 치료도 필요 없는 찰과상조차 응급실에 진료를 받으러 오는 환자들이 많다. 이는 의사의 진료를 받기 전에는 안심을 할 수가 없어 일어나는 현상이며, 다시 말하면 자기 자신이 자기 몸에 대하여 그리고 자기 몸에 일어나는 현상인 질병에 대하여 어떠한 자율권, 통제권도 없이 의사에게 온전히 몸을 맡기게 된 적어도 질병에 대하여서는 의료나 의사에 종속되어 버린 것이 문제라는 것이다, 극단적으로 말하여 현대 의학이 발달하면서 제도적, 심리적으로 대부분의 사람을 의료의 노예로 만들어 버렸고, 이러한 제도 속에서 살아가는 사람은 이러한 현상이 너무나 당연시하여 자기가 노예가 되어 버린 것도 모르는 것이다.
또 한편으로는 현대의학의 너무나 방대하고 깊은 지식에 접근하기 어려운 사람들은 또 다른 사이비나 돌팔이 의학에 몸을 맡기기도 한다. 어려운 철학 용어로 말하면 이중의 소외가 발생한 셈이다.